# Oreosaurus rhodogaster
Oreosaurus rhodogaster — вид ящірок родини гімнофтальмових (Gymnophthalmidae). Ендемік Венесуели. Описаний у 2005 році.

## Поширення і екологія
Oreosaurus rhodogaster мешкають в горах на півострові Парія, на північному сході Венесуели. Вони живуть у вологих тропічних лісах, серед каміння і опалого листя. Зустрічаються на висоті від 650 до 1000 м над рівнем моря.

## Збереження
МСОП класифікує цей вид як такий, що перебуває на межі зникнення. Oreosaurus rhodogaster загрожує знищення природного середовища.